# Баззард-Крик
Баззард-Крик (англ. Buzzard Creek) — вулкан, расположенный в центральной части Аляски, штата США.
Баззард-Крик состоит из туфовых колец, его наивысшая точка достигает высоты 830 метров. Находится к северо-востоку от статистически обособленной местности Хили. Туфы образуют два кратера, диаметром 300 и 66 метров в ширину, имеются небольшие отложения базальтовых пород, лапилли, большая часть туфов состоит из игнимбритов. Общий объём выброса пепла не превышает 1 млн м³, длина выброса — 1,6 км. Последние вулканические выбросы фреатомагматического характера, произошедшие 3000 лет назад, перемешаны с морфологическими отложениями, которые сформировались в последний ледниковый период.